# Dipartimento di Tandjilé Occidentale
Il dipartimento di Tandjilé Occidentale è un dipartimento del Ciad facente parte della provincia di Tandjilé. Il capoluogo è Kélo.

## Comuni
Il dipartimento comprende i seguenti comuni:
- Baktchoro
- Bologo
- Dogou
- Kélo
- Kolon